# Tovo San Giacomo
Tovo San Giacomo là một đô thị ở tỉnh Savona ở vùng Liguria của Ý, có khoảng cách khoảng 60 km về phía tây nam của Genoa và khoảng 25 km về phía tây nam của Savona. Tại thời điểm ngày 31 tháng 12 năm 2004, đô thị này có dân số 2.270 người và diện tích là 9,6 km².
Tovo San Giacomo giáp các đô thị: Borgio Verezzi, Calice Ligure, Finale Ligure, Giustenice, Magliolo, Pietra Ligure, và Rialto.